# Sony PXW-FS7
Sony PXW-FS7 är en filmkamera för professionella fotografer. Kameran är ergonomiskt anpassad för att användas som axelkamera och brukas mycket vid produktion av TV-program, dokusåpor, och live-sändningar. Första versionen kom ut på marknaden år 2014 och blev då ett alternativ till Sony FS700.